# Hoplodrina
Hoplodrina is een geslacht van vlinders uit de familie Noctuidae

## Soorten
- H. ambigua

Zuidelijke stofuil Denis & Schiffermüller, 1775
- H. amurensis Staudinger, 1892
- H. atlantis Zerny, 1934
- H. blanda

Egale stofuil Denis & Schiffermüller, 1775
- H. conspicua Leech, 1900
- H. euryptera Boursin, 1937
- H. hesperica Dufay & Boursin, 1960
- H. implacata Wileman & West, 1929
- H. levis Staudinger, 1888
- H. noguera de Laever, 1976
- H. octogenaria

Gewone stofuil Goeze, 1781
- H. pfeifferi Boursin, 1932
- H. placata Leech, 1900
- H. respersa

Grijze stofuil (Denis & Schiffermüller, 1775)
- H. straminea Zerny, 1934
- H. superstes (Ochsenheimer, 1816)

### Foto's

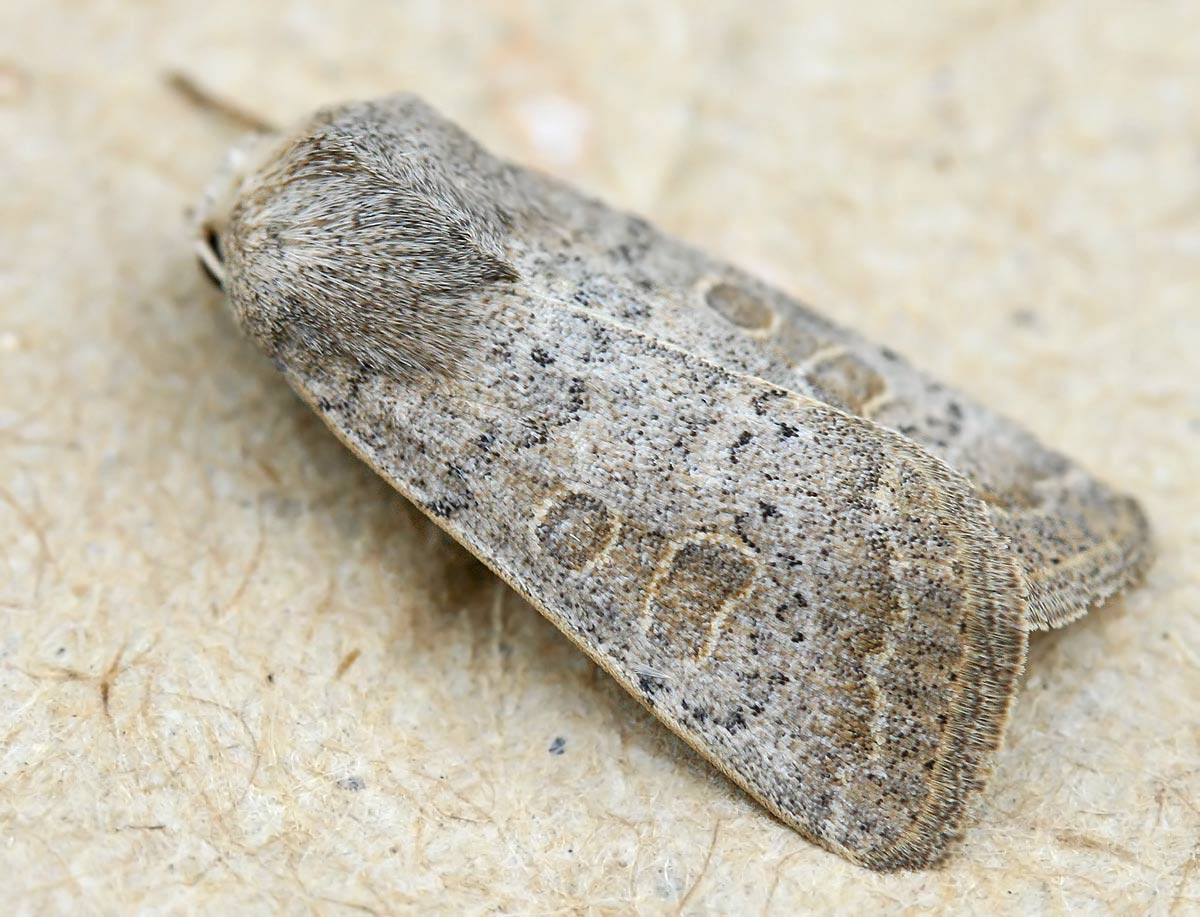
Hoplodrina ambigua Zuidelijke stofuil
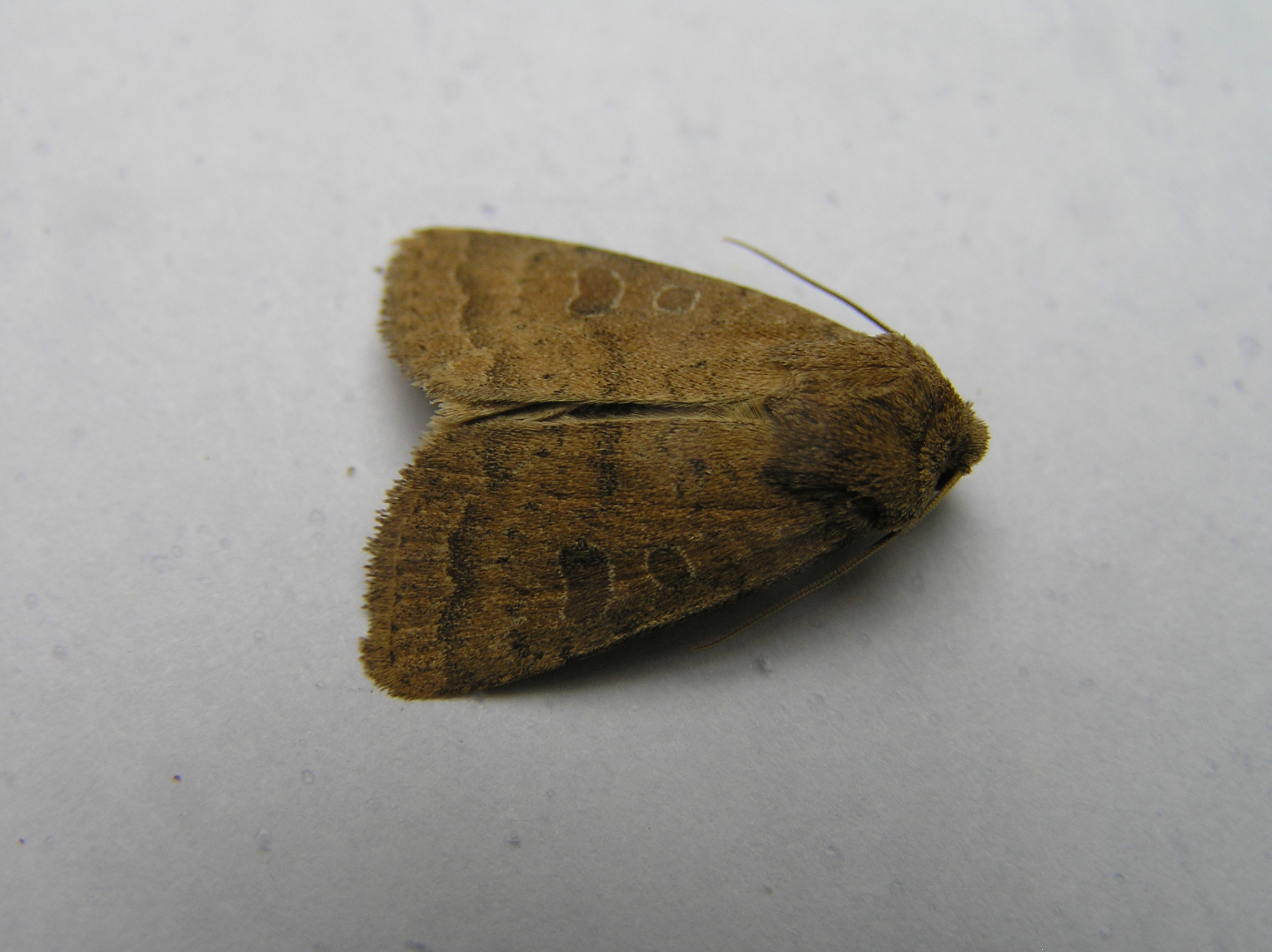
Hoplodrina octogenaria Gewone stofuil